# Jakub Julian Ziółkowski
Jakub Julian Ziółkowski (* 1980 in Zamość, Polen) ist ein polnischer Maler.
Ziółkowski lebt und arbeitet in Krakau. Er absolvierte seine Ausbildung an der Akademie der Bildenden Künste Krakau. Seine Gemälde und Aquarelle zeigen eine dynamische und surreale Bildsprache, welche Landschaften, architektonische und figürliche Objekte, Stillleben sowie Porträts umfasst. Ziółkowski schafft halluzinatorische Welten, die von seltsamen und dynamischen Formen bewohnt sind und an die surrealistische Bildsprache eines Henri Rousseau erinnern. Die Bilder pendeln zwischen Abstraktion und Figürlichkeit.
Ziółkowski hatte Einzelausstellungen u. a. bei Hauser & Wirth London (2006), in der Fundacja Galerii Foksal (2005) und in der Akademie der Bildenden Künste Krakau (2004). Außerdem wurden seine Arbeiten 2006 in der Ausstellung “Skulptur, Installation und Malerei aus Polen” im Kunstverein Bielefeld und im Kunstverein Nürnberg gezeigt. In der zentralen Ausstellung der 55. Kunstbiennale in Venedig (2013) ist Ziółkowski mit neun Ölgemälden vertreten.